# Université d'Akron
L'université d'Akron ou University of Akron est une université publique installée dans la ville d'Akron dans l'Ohio.
Fondée en 1870. Dans les années 2000, elle accueille plus de 25 000 étudiants avec un campus de 0,88 km²